# Корі Шваб
Корі Шваб (англ. Corey Schwab; нар. 4 листопада 1970, м. Норт-Бетлфорд, Канада) — канадський хокеїст, воротар. Тренер воротарів «Сан-Хосе Шаркс» у Національній хокейній лізі (НХЛ).
Виступав за «Сієтл Тандербердс» (ЗХЛ), «Цинциннаті Сайклонс» (АХЛ), «Ютіка Девілс» (АХЛ), «Олбані Рівер-Ретс» (АХЛ), «Нью-Джерсі Девілс», «Тампа-Бей Лайтнінг», «Клівленд Ламберджекс» (ІХЛ), «Ванкувер Канакс», «Сірак'юс Кранч» (АХЛ), «Орландо Солар Бірс» (ІХЛ), «Канзас-Сіті Блейдс» (ІХЛ), «Торонто Мейпл-Ліфс».
В чемпіонатах НХЛ — 147 матчів, у турнірах Кубка Стенлі — 3 матчі.
Досягнення
- Володар Кубка Стенлі (2003)
- Володар Кубка Колдера (1995)

Нагороди
- Пам'ятна нагорода Гаррі Голмса (1995)
- Трофей Джека А. Баттерфілда (1995)

Тренерська кар'єра
- Тренер воротарів «Тампа-Бей Лайтнінг» (2005–08, НХЛ)
- Тренер воротарів «Сан-Хосе Шаркс» (з 2008, НХЛ)